# Lisandro Semedo
Lisandro Pedro Varela Semedo (ur. 12 marca 1996 w Setúbal) – kabowerdyjski piłkarz grający na pozycji skrzydłowego. W 2024 został zawodnikiem w polskiego klubu Wieczysta Kraków.

## Kariera klubowa
Swoją piłkarską karierę Semedo rozpoczynał w juniorach takich klubów jak: Sporting CP (2005-2015) i Reading (2015-2016). W 2016 roku został zawodnikiem cypryjskiego klubu AEZ Zakaki. 30 października 2016 zadebiutował w jego barwach w pierwszej lidze cypryjskiej w zremisowanym 1:1 wyjazdowym meczu z AEL Limassol. W Zakaki grał przez rok.
W lipcu 2017 Semedo przeszedł do Apollona Limassol, a w sierpniu wypożyczono go do Fortuny Sittard. Swój debiut w Fortunie zaliczył 18 sierpnia 2017 w zwycięskim 5:1 domowym meczu z FC Dordrecht, w którym strzelił gola. W sezonie 2017/2018 zajął z Fortuną drugie miejsce w Eerste divisie i wywalczył awans do Eredivisie.
W lipcu 2018 Semedo odszedł na stałe do Fortuny, a latem 2019 został na rok wypożyczony do greckiego OFI 1925, w którym swój debiut zanotował 24 sierpnia 2019 w zremisowanym 1:1 wyjazdowym meczu z Arisem. W 2020 wrócił do Fortuny. 
W 2022–2024 grał w Radomiaku Radom. W 2024 został zawodnikiem Wieczystej Kraków.
| Sezon   | Klub            | Kraj     | Rozgrywki                 | Mecze | Gole |
| ------- | --------------- | -------- | ------------------------- | ----- | ---- |
| 2016/17 | AEZ Zakaki      | Cypr     | Protathlima A’ Kategorias | 15    | 1    |
| 2017/18 | Fortuna Sittard | Holandia | Eerste divisie            | 37    | 15   |
| 2018/19 | Fortuna Sittard | Holandia | Eredivisie                | 28    | 3    |
| 2019/20 | OFI 1925        | Grecja   | Superleague Ellada        | 28    | 7    |
| 2020/21 | Fortuna Sittard | Holandia | Eredivisie                | 34    | 9    |

## Kariera reprezentacyjna
Semedo grał w młodzieżowych reprezentacjach Portugalii na szczeblach U-16, U-17 i U-18. W reprezentacji Republiki Zielonego Przylądka zadebiutował 10 października 2019 w wygranym 2:1 towarzyskim meczu z Togo, rozegranym w Fos-sur-Mer. W 2022 roku został powołany do kadry na Puchar Narodów Afryki 2021. Na tym turnieju rozegrał trzy mecze: grupowe z Burkiną Faso (0:1) i z Kamerunem (1:1) oraz w 1/8 finału z Senegalem (0:2).